# Баллада о двух сёстрах
«Баллада о двух сёстрах» (англ. The Twa Sisters; Child 10, Roud 8) — англо-шотландская народная баллада. Самый ранний известный её источник — бродсайд 1656 года издания The Miller, and the King’s Daughter. Также она появляется в ранних печатных сборниках баллад Wit and Drollery и Wit Restord. В XVIII—XIX веках баллада была записана из устных источников собирателями фольклора, среди которых — Уильям Мазеруэлл и Джордж Ритчи Кинлох. Вальтер Скотт в своём сборнике «Песни шотландской границы» опубликовал вариант, основанный на записи Шарлотты Брук и манускрипте Уильяма Титлера. Фрэнсис Джеймс Чайлд приводит более 20 вариантов текста баллады.
Среди различных вариантов названия баллады есть «Binnorie», «The Cruel Sister», «The Wind and Rain» и «The Bows of London». С середины XX века баллада весьма популярна у фолк-исполнителей.

## Сюжет
К двум сёстрам приезжает рыцарь. Он обручается со старшей сестрой, но при этом его сердце отдано младшей. Снедаемая ревностью, старшая сестра зовёт младшую на прогулку и, улучив момент, толкает ту в воды реки (или моря). Младшая сестра молит старшую о спасении, суля той различные ценности и победу в любовной ссоре. Но старшая сестра непреклонна, и младшая погибает. Позже её тело, вынесенное на берег, находит менестрель. Он изготавливает из костей девушки арфу, струны делает из её волос. С этой арфой он приходит к дому, где идёт свадебное пиршество. Арфа начинает играть, и её голос обличает невесту в убийстве.
Убийство сестры из ревности является довольно распространённым сюжетом в европейском фольклоре. Похожие произведения записаны в скандинавских странах (Исландия, Фарерские острова, Норвегия, Швеция, Дания), а также в Польше, Литве и Словакии.

## Русский перевод
Перевод баллады на русский язык был осуществлён Самуилом Яковлевичем Маршаком и впервые опубликован в журнале «Северные записки» (№ 10 за 1916 год) под названием «Две сестры из Биннори». В публикации 1941 года переводчик убрал пять строф, а в издании 1944 года вернул две из них в переработанном виде.